# Северовирджинская кампания
Северовирджинская кампания (англ. The Northern Virginia Campaign, также Second Bull Run Campaign или Second Manassas Campaign) —  серия сражений на территории штата Вирджиния, которые произошли в августе и сентябре 1862 года в ходе американской гражданской войны. Генерал Конфедерации Роберт Ли сумел развить свой успех в Семидневной битве и перенёс боевые действия в северную Вирджинию, где разбил федеральную Вирджинскую армию генерала Джона Поупа, заставив её отступить в укрепления Вашингтона.
Предполагая, что Потомакская армия на Вирджинском полуострове намерена соединиться с Вирджинской армией, Ли отправил несколько дивизий генерала Томаса Джексона от Ричмонда на север, чтобы сорвать наступление Поупа на Гордонсвилл и по возможности разбить его до подхода корпусов Потомакской армии. 9 августа произошло небольшое столкновение у Кедровой Горы, которое закончилось победой Юга. Ли предположил, что армия Макклеллана на Вирджинском полуострове более не угрожает Ричмонду, поэтому отправил все остальные дивизии, под командованием Джеймса Лонгстрита, вслед за Джексоном. Он планировал окружить и разбить противника на рубеже реки Рапидан, но этот план сорвался. Тогда Томас Джексон совершил глубокий фланговый обход противника и захватил Манассас — крупную базу снабжения в тылу федеральной армии. Затем он отступил на выгодную позицию возле того места, где в 1861 году произошло первое сражение при Булл-Ран, и 29 августа отразил несколько атак противника. 30 августа последовала совместная атака Джексона и Лонгстрита, которая застала Поупа врасплох и заставила Вирджинскую армию отступить с большими потерями. Кампания завершилась ещё одним манёвром Джексона, который 1 сентября привёл к сражению при Шантильи.
Действия генерала Ли по управлению войсками в этой кампании считаются шедевром военного искусства. Историк Джон Хеннесси писал, что «на счету Ли есть более грамотно проведённые сражения, но эта кампания была его величайшей кампанией».

## Предыстория
После завершения кампании на полуострове генерал Ли отвёл армию к Ричмонду и предпринял некоторые меры по приведению её в порядок. Солдатам раздали новое оружие, новую одежду и обувь, улучшили питание и санитарное обслуживание. На усиление армии из Чарльстона перевели бригады Дрейтона и Эванса, а 22 июля многие солдаты вернулись из плена по обмену. Но и эти меры не смогли довести армию до той численности, которую она имела перед Семидневной битвой. Ли также реорганизовал кавалерию, сформировав две бригады (под командованием Уэйда Хэмптона и Фицхью Ли) и поручив кавалерию Джебу Стюарту.
Между тем, помимо основной федеральной армии на полуострове, появились ещё три новые. Дивизии Макдауэлла, Бэнкса и Фримонта были соединены в новую Вирджинскую армию, которую возглавил Джон Поуп. Линкольн выбрал Поупа потому, что это был единственный генерал, который добился некоторых успехов на западе и не был скомпрометирован участием в неудачном сражении при Шайло, подобно Гранту. Кроме того, Поуп был некогда другом Линкольна и даже его дальним родственником. Поуп был вызван в Вашингтон и прибыл туда 22 июня.
Разведка доносила, что ещё одна армия появилась около Фредериксберга, а третья, под командованием Бернсайда, находилась на транспортах у форта Монро. Многое зависело от положения армии Бернсайда: если бы её присоединили к армии Макклеллана, это позволило бы возобновить наступление на полуострове, а если бы её присоединили к Поупу, это позволило бы начать наступление на Ричмонд с севера. Ли не знал планов противника и ждал развития событий, совершенствуя между тем укрепления Ричмонда.
Такое ожидание не устраивало Джексона, который полагал, что надо воспользоваться слабостью Макклеллана и атаковать в северном направлении. «Почему мы повторяем ошибку Манассаса и позволяем противнику не спеша восстановить свои силы?» — спрашивал он. Ли не поддержал его инициативу, и Джексон собирался уже обратиться за поддержкой к президенту, как пришли известия о наступлении Вирджинской армии: 12 июля её передовые отряды заняли Калперер и оказались опасно близко от Центральной Вирджинской железной дороги. Ли сразу же (13 июля) отправил Джексона в Гордонсвилл, чтобы прикрыть этот важный железнодорожный узел, связывавший Ричмонд с долиной Шенандоа.
14 июля федеральный генерал Бэнкс приказал кавалерийской бригаде Джона Хэтча занять Гордонсвилл и разрушить железную дорогу на 10—15 миль к востоку от этого города. Эта диверсия могла иметь серьёзные последствия, и у неё были все шансы на успех, но Хэтч, вместо быстрого кавалерийского рейда, начал наступать вместе с пехотой и артиллерией, и в итоге, когда он подошёл к Гордонсвиллу, город был уже занят частями Джексона.
Между тем генерал Поуп прибыл в армию и издал серию приказов. Первый из них, от 14 июля, получил широкую известность и на Севере, и на Юге. Поуп заявил, что солдаты должны больше думать о наступлении, чем о рубежах обороны и линиях снабжения.

Я пришел сюда с Запада, где мы всегда видели спины наших врагов, из армии, чьим делом было искать противника и разбивать его там, где он найден; чьим принципом было атаковать, а не обороняться… Давайте смотреть вперёд, а не назад. Успех и слава в наступлении; разгром и позор — в тылу.
Оригинальный текст (англ.)– I have come to you from the West, where we have always seen the backs of our enemies, from an army whose business it has been to seek the adversary, and to beat him to when he was found; whose policy has been to attack and not defense.... Let us look before us, and not behind. Success and glory are in the advance; disaster and shame lurk in the rear.
— Джон Поуп, приказ «Офицерам и солдатам армии Вирджинии», 14 июля
На Юге этот приказ восприняли с насмешками, а на Севере с разочарованием. Федеральный генерал Альфеус Уильямс написал своей дочери: «Эти его приказы… сразу разочаровали армию. Когда генерал хвастается, что видит только спины врагов и не заботится о путях отступления и базах снабжения… всякий мог представить, к чему приведёт такое командование… Достаточно сказать (между нами), что столько наглости, надменности, невежества и претенциозности ещё нигде не встречалось в одном человеке. Честно говоря, у него нет друзей нигде — от последнего барабанщика до генерала». Генерал Портер писал, что этот приказ Поупа сделает его посмешищем.
Последующие приказы Поупа были более серьёзны: он приказал возмещать убытки, нанесённые армией, только лояльным правительству Союза гражданам. Другой приказ велел разрушать всякий дом, откуда будет сделан выстрел по федеральному солдату. Третий велел арестовать всё мужское население на территории, занятой армией, потребовать от них клятву верности, а отказавшихся выслать. Тех же, кто вернётся, приказано было наказывать, вплоть до смертной казни. Приказы Поупа (№ 5, № 7, № 11, № 13, подписанные между 10 и 25 июля) отражали собой новый курс войны: они нацеливали федеральную армию на ресурсы Конфедерации: на мирное население и его имущество, без различия комбатантов и некомбатантов.
Эти приказы произвели неприятное впечатление на генерала Ли. В одном письме он назвал Поупа «мерзавцем» а в другом осуждал своего племянника Льюиса Маршалла, который служил в федеральной армии. «Я могу простить, что он сражается против нас, — писал Ли, — но не его службу Поупу». Дуглас Фриман писал, что ни к одному своему оппоненту Ли потом не испытывал такой неприязни, как к Поупу.
Между тем федеральные армии не двигались с места, и Ли решил, что он может, усилив Джексона, атаковать Поупа, а оставшимися силами (на тот момент 69 732 человека) удерживать Ричмонд. На усиление Джексона было решено отправить дивизию Эмброуза Хилла, который пребывал под арестом из-за конфликта с Лонгстритом. Хилл был переподчинён Джексону и 27 июля отправлен на север. У Ли осталось 56 000 человек, и возможное наступление Макклеллана и Бернсайда было серьезной опасностью. Однако вскоре из плена был освобождён по обмену Джон Мосби: во время пребывания в форте Монро он узнал о том, что армию Бернсайда переводят в северную Вирджинию, и доложил об этом Ли. Это означало, что именно оттуда противник планирует главный удар.
5 августа федеральная армия на полуострове начала неожиданное наступление к Малверн-Хилл, а 7 августа также неожиданно отступила. Ли удивился этому манёвру. Он не знал, что ещё 3 августа Макклеллан получил приказ отвести армию с полуострова. Не зная ещё, как действовать в этой ситуации, Ли разрешил Джексону принимать решения на своё усмотрение. «Решите сами, как лучше действовать в этой ситуации, — писал он Джексону, — и доложите мне о результатах, которых добьётесь».

## Силы сторон
Федеральная Вирджинская армия была создана 26 июня 1862 года из нескольких «округов», действующих в Вирджинии, — из тех самых, что участвовали в Кампании в долине Шенандоа. Это были: Горный округ Джона Фримонта, округ Раппаханок Ирвина Макдауэлла, округ Шенандоа Натаниэля Бэнкса, бригада Самуэля Стёрджиса из вашингтонского военного округа и дивизия Джекоба Кокса из западной Вирджинии. Новая армия была разделена на три корпуса общей численностью 51 000 человек:
- I-й корпус Франца Зигеля (11 500 чел.);
- II-й корпус Натаниеля Бэнкса (14 500 чел.);
- III-й корпус Ирвина Макдауэлла (18 500 чел.)[''i'' 2].

Отряд Стёрджиса составлял резерв армии. Кавбригады Джона Бердслея, Джона Хетча и Джорджа Баярда были приданы пехотным корпусам, что в итоге негативно сказалось на ходе кампании. Части III-го, V-го и VI-го корпусов Потомакской армии и IX корпус Джессе Рено потом присоединились к Вирджинской армии, доведя её численность до 77 000 человек.
Третий корпус Самуэля Хейнцельмана состоял из двух дивизий:
- дивизия Филипа Карни (бригады Джона Робинсона, Дэвида Бирни и Орландо По);
- дивизия Джозефа Хукера (бригады Кавье Грове, Нельсона Тейлора и Джозефа Брэдфорда Карра).

Корпус прибыл с Вирджинского полуострова в Александрию 22 августа, а 26 августа присоединился к Вирджинской армии около Уоррентонского перекрёстка.
Однако если формально армия Поупа, включая подкрепления, должна была насчитывать 73 000 или 75 000 человек, её реальная численность к 30 августа оказалась равна примерно 50 000 человек, что полковник Аллен объяснял высоким уровнем дезертирства.
Северовирджинская армия генерала Ли была сведена в два «крыла», или «команды» (термин «корпус» не употреблялся до ноября 1862 года), численностью 55 000 человек. Правым крылом командовал Джеймс Лонгстрит, левым — Томас Джексон. Кавалерия Стюарта была придана крылу Джексона. Армия была организована даже проще, чем во время Семидневной битвы: в ту кампанию армия состояла из 11-ти отдельных дивизий, что негативно сказывалось на управлении. После завершения кампании на полуострове из Северовирджинской армии были переведены Уильям Уайтинг, Теофилиус Холмс, Бенжамин Хьюджер и Джон Магрудер, и армия приняла следующий вид: крыло Джексона состояло из «Дивизии Каменной Стены» (ген. Чарльз Уиндер), дивизии Юэлла и дивизии Эмброуза Хилла (т. н. «Лёгкая дивизия Хилла»). Лонгстрит командовал семью дивизиями: его прежняя команда была разделена на две части и поручена Уилкоксу и Кемперу, дивизия Хьюджера досталась Ричарду Андерсону, дивизия Уайтинга — Джону Худу. Дэвид Джонс и Лафайет Мак-Лоуз остались при своих дивизиях. Дивизия Дэниэла Хилла также подчинялась Лонгстриту. Однако дивизии Мак-Лоуза и Д. Хилла были оставлены для охраны Ричмонда, так что Лонгстрит послал на север только пять дивизий.
См. также: Северовирджинская армия во втором сражении при Булл-Ран

## Сражения

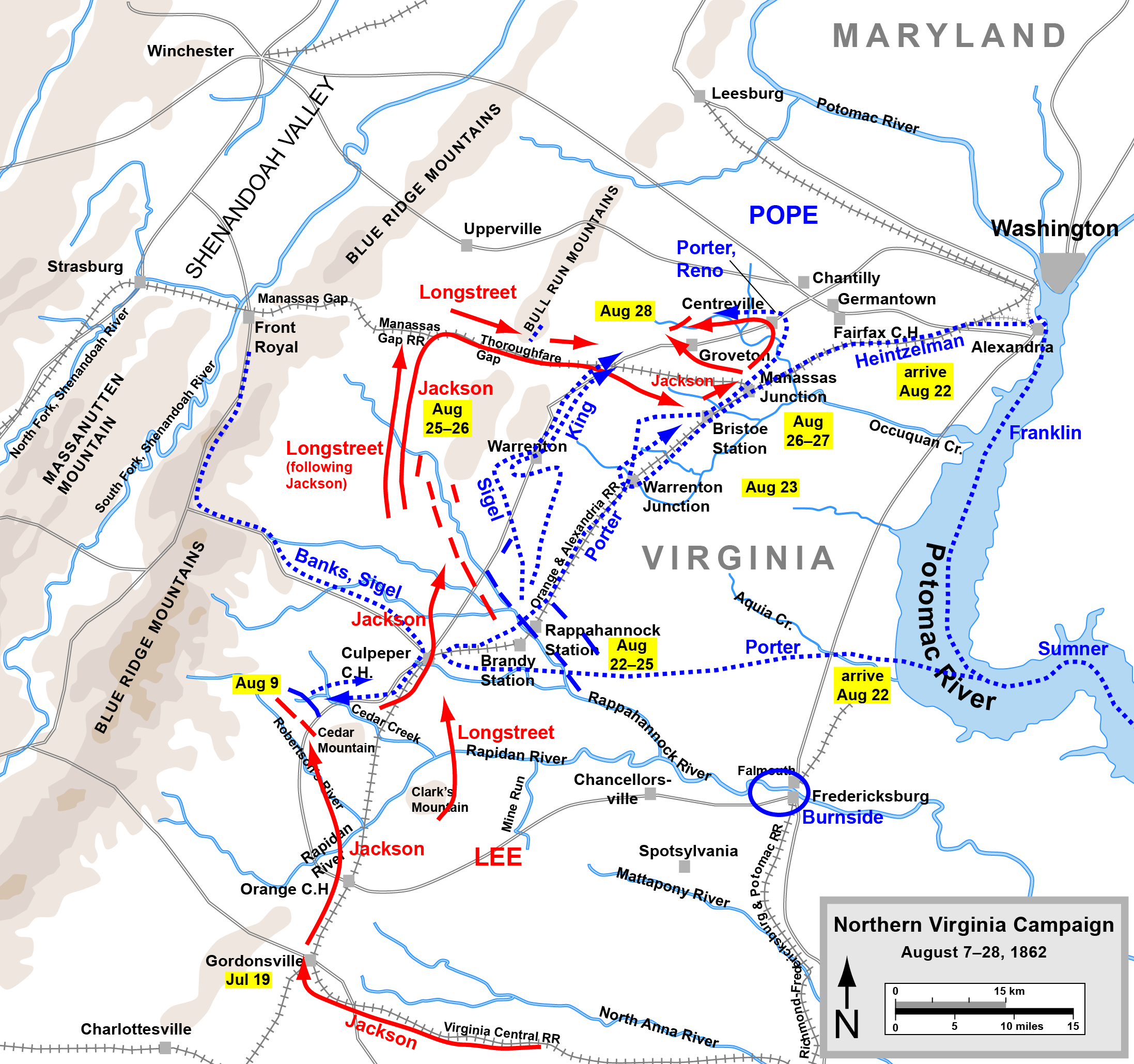
Северовирджинская кампания, 7—28 августа 1862 года

В историографии не сложилось единого мнения о дате начала кампании. Во многих случаях её первой фазой считается июль 1862 года (начало марша Вирджинской армии на Гордонсвилл). Иногда события июля и сражение у Кедровой горы в начале августа выносятся за рамки кампании, и её ход излагается с момента прибытия генерала Ли в Гордонсвилл. В этом случае потери при Кедровой горе не считаются потерями в ходе кампании.

### Кедровая Гора
6 августа Поуп двинул войска на юг в округ Калпепер, чтобы занять железнодорожный узел в Гордонсвилле. Это было необходимо, чтобы отвлечь армию Конфедерации на север и помешать им преследовать отступающую армию Макклеллана на Вирджинском полуострове. Вечером 7 августа Джексон выступил на север к Калпеперу, чтобы разбить передовой отряд противника под командованием Натаниэля Бэнкса, который оторвался на 8 миль от основной армии. Джексон имел 23 000 против 8000, почти тройное численное превосходство.
На следующее утро (8 августа) Джексон изменил маршрут движения передовой дивизии Юэлла, при этом не уведомив остальных дивизионных командиров, из-за чего дивизия Хилла застряла в районе Оринджа. В результате этой задержки армия в тот день прошла всего 8 миль из 20-ти. График движения был нарушен, и в основном по вине Джексона. Именно в этот момент начался конфликт между Джексоном и Хиллом, который приведёт к аресту Хилла в ходе Мэрилендской кампании.
Наступление Джексона было замечено противником, и Поуп велел послать вперёд бригаду Самуэля Кроуфорда, а остальным бригадам корпуса Бэнкса следовать за ней. Он также велел корпусу Зигеля отправиться вслед за Бэнксом, но Зигель не торопился и даже послал запрос, по какой дороге ему следует идти, хотя дорога была всего одна. В итоге только бригада Кроуфорда и кавалерия Баярда успели вовремя развернуться у Кедровой горы.
9 августа дивизии Джексона вышли к тому месту, где соединяются оринджская и мэдисонская дороги, оттеснили несколько пикетов федеральной кавалерии и вошли в соприкосновение с бригадой Кроуфорда. В это время со стороны Калпепера подошла федеральная дивизия Кристофера Огура, при которой находился сам Бэнкс. Генерал Юэлл развернул артиллерию и начал перестрелку.
Планы Поупа предполагали, что Кроуфорд только задержит противника и позволит всей Вирджинской армии сконцентрироваться в Калпепере, но концентрация срывалась, и тогда Поуп утром 9 августа отдал приказ, который Бенжамен Кулинг назвал одним из самых спорных за всю войну, — он приказал атаковать Джексона и доложить о результатах.
План Джексона состоял в том, чтобы связать противника на дороге бригадой Эрли, а две остальные бригады дивизии Юэлла послать в обход левого фланга противника. Дивизия Чарльза Уиндера должна была атаковать правый фланг Бэнкса. От Юэлла и Уиндера зависел успех сражения. Но план скоро начал рушиться: Уиндер был ранен осколком и вынесен с поля боя, а его дивизию возглавил Уильям Тальяферро, который не знал, какие инструкции выданы Уиндеру и как предполагается использовать дивизию. Общего наступления не получилось. Бэнкс, наблюдая за бездействием противника, между тем пришёл к выводу, что тот не решается на атаку из-за недостатка сил, и приказал начать общее наступление. Генералы Огур и Гири были ранены в самом начале атаки, что затормозило наступление их дивизии, зато бригада Кроуфорода опрокинула бригады Томаса Гарнетта и Чарльза Рональда, а затем и бригаду Эрли. К 18:00 наступление Бэнкса шло вполне успешно.
В критический момент, когда разгром казался неизбежен, Джексон лично остановил бегущих. В это время подошла дивизия Хилла и атаковала правый фланг Бэнкса. Федеральная армия начала отступать, и даже прибытие бригады Гордона и дивизии Рикеттса уже не могло ей помочь. Джексон, в свою очередь, не мог организовать правильное преследование ввиду отсутствия необходимого количества кавалерии. Две бригады из дивизии Хилла были посланы вперёд за реку Седар-Ран, но наткнулись на дивизию Рикеттса и отошли. Люди Джексона были так измотаны сражением, что легли спать прямо на поле боя.
Обе стороны считали себя победителями: обеим удалось остановить наступление противника. Джексон, впрочем, удержал за собой поле боя. Ещё два дня армии стояли на месте, не решаясь возобновить сражение. Адъютант Джексона, Чарльз Блэкфорд, потом писал, что победа была решающая, но она не дала никаких последствий кроме некоторого подъёма боевого духа. Генерал Поуп написал, что сражение у Кедровой горы несомненно представляет собой первую победу в серии других, которая прославит Вирджинскую армию.

### Наступление на Раппаханок
Джексон понимал, что встретил только авангард армии, поэтому 11 августа отступил к Гордонсвиллу. Это означало, что федералы могут прорваться к Вирджинской Центральной железной дороге. Это также означало, что Джексон не сможет в одиночку разбить Поупа и вернуться к Ричмонду для действий против Макклеллана. Ли решил пойти на риск, чтобы усилить Джексона и спасти железную дорогу: 13 августа он отправил Лонгстрита в северную Вирджинию. И в тот же самый день Ли узнал от дезертира, что армия Макклеллана покидает полуостров. 14 августа пришло подтверждение, что как минимум V корпус (Портера) действительно уходит.
Ли понял, что происходит нечто важное: Потомакскую армию перебрасывают на усиление Поупа. Из этого следовало, что Джексон вместе с Лонгстритом могут быть разбиты, но если Ли воспользуется своими более короткими коммуникациями и оперативно перебросит всю свою армию на соединение с Джексоном, то у него есть шанс разгромить Поупа. Это означало бег наперегонки, и кто выиграет эту гонку, тот выиграет войну. Ли оставил под Ричмондом три дивизии под общим командованием генерала Густавуса Смита, которому поручил укреплять Ричмонд и удерживать его любой ценой, если придётся. Остальные дивизии он направил на север и сам отбыл в Гордонсвилл 15 августа.
Дуглас Фриман в своём анализе этой кампании обращал внимание на то, как быстро Ли реагировал на события. 13 августа Ли решил, что Бернсайда посылают на усиление Поупа, хотя основные силы Бернсайда — 12 полков Джессе Рено — выступили из Фредериксберга только 12 августа. Об уходе Поупа с полуострова Ли узнал через 2 дня после начала марша. 15 августа, когда Ли отбыл в Гордонсвилл (уверенный в безопасности Ричмонда), основная часть армии Макклеллана ещё находилась на полуострове и готовила себе провиант в дорогу. Скорость реакции Ли удивительна, особенно учитывая тот факт, что разведка в те годы работала не очень хорошо.
15 августа Ли прибыл в Гордонсвилл и созвал Джексона и Лонгстрита на военный совет. Он изучил ситуацию и обнаружил, что войска Поупа развёрнуты вдоль реки Рапидан, а в тылу у них протекает река Раппаханок. Основной линией снабжения федералов была железная дорога Оранж-Александрия, которая пересекала Раппаханок у местечка Раппаханок-Стейшен. Неосторожность Поупа дала Ли редкую возможность атаковать его превосходящими силами, одновременно уничтожив мост через Рапидан кавалерийским рейдом, чтобы не допустить переброски подкреплений из Вашингтона. Между тем армия Макклеллана уже двигалась на соединение с Поупом, поэтому действовать надо было быстро.
Вопрос был в том, где именно атаковать Вирджинскую армию. Лонгстрит предлагал атаковать правый флаг Поупа, чтобы иметь в тылу надёжные высоты хребта Блу-Ридж. Ли полагал, что логичнее атаковать левый фланг, чтобы отрезать Поупа от Фредериксберга и подкреплений. Джексон предлагал выйти к Рапидану 16 числа, а атаковать 17-го, но Лонгстрит не успевал к этому сроку, и кавалерия ещё была не сконцентрирована. Ли решил выйти к Рапидану 17 августа и дать бой 18 августа. Вечером 15 августа Ли перенёс штаб из Гордонсвилла на плантацию Бартон-Хэкселл, а 16-го — к ферме Тейлора у Оранж-Кортхауз. Днём 17 августа туда прибыл Стюарт. Он доложил, что бригаде Фицхью Ли приказано 17-го идти к броду Ракун-Форд, где Стюарт предполагает его встретить, и по этому же броду перейти реку для рейда в тыл противника. Так как бригада Хэмптона была оставлена у Ричмонда, то в распоряжении Стюарта была только эта бригада Фицхью Ли. Чтобы усилить Стюарта, Ли передал ему бригаду Беверли Робертсона, которая ранее была придана дивизии Джексона.
В конце дня Стюарт прибыл в местечко Вердисвилл, где надеялся встретить бригаду Фицхью Ли. К его удивлению, никаких признаков присутствия бригады обнаружено не было. Стюарт отправил майора Нормана Фицхью на поиски бригады и остался на веранде частного дома в ожидании результатов. Неожиданно с юга показался разведывательный отряд федеральной кавалерии. Стюарт успел вскочить на коня и скрыться в лесу со всем своим штабом. Он потерял при этом свою шляпу, которая в качестве трофея была доставлена Поупу. Кроме того, в руки федералов попал Норман Фицхью, при котором были найдены приказы генерала Ли о наступлении.
Впоследствии выяснилось, что дорогу на Ракун-Форд охраняла пехота Лонгстрита, которая была отведена по приказу бригадного генерала Роберта Тумбса. Федеральная кавалерия воспользовалась этим и совершила неглубокий разведывательный рейд, выйдя к Вердисвиллу на обратном пути. Лонгстрит отправил Тумбса под арест. Утром 18 августа выяснилось, что Фицхью Ли не осознавал сути отданного ему приказа: он не понял, что обязан был выйти к броду вечером 17 августа и что от этого зависели сроки наступления всей армии. Теперь Ли был вынужден перенести начало наступления на 20 августа. Впоследствии Лонгстрит писал, что из-за задержки Фицхью Ли Конфедерация упустила удачный шанс и отчасти поэтому проиграла войну.

### Отступление Поупа
Пока Ли планировал наступление, его замыслы стали известны Поупу. О концентрации противника доносили шпионы, докладывала кавалерийская разведка, и, наконец, Поуп получил приказы Ли, захваченные у Стюарта 18 августа. Он понял, что Ли хочет обойти его левый фланг. Генри Халлек ещё 16 августа предлагал Поупу отступить, не рисковать и дожидаться концентрации армии. 18 августа Поуп сообщил в Вашингтон, что отступает.

18 августа 1862, 13:00 (получено 14:00)

Генерал-майору Халлеку, генерал-аншефу:

Противник получил крупные подкрепления и наступает к Ракун-Форд от Гордонсвилла, Луиза-Кортхауз и Гановер-Джанкшен. Все ричмондские силы брошены в эту сторону, чтоб обойти мой левый фланг. Я не смогу отразить их, не потеряв связи с Фредериксбергом и Манассасом. Поэтому я, следуя вашим инструкциям, отправляю назад обозы, чтобы они ночью перешли за Раппаханок. Вся моя армия отойдёт туда же ночью. Я растяну линию к Фредериксбергу, опираясь правым флангом на железную дорогу.

Если у вас есть какие-то другие предложения, прошу, передайте их мне.
Оригинальный текст (англ.)– August 18, 1862-1.30 p. m. (Received 2 p. m.)

Major General H. W. HALLECK, General-in-Chief:
The enemy, heavily re-enforced, is advancing on Raccoon Ford from Gordonsville, Louisa Court-House, and Hanover Junction. All the Richmond force has been thrown in this direction to turn my left. I am not able to resist it without being cut off from the direction of Fredericksburg and Manassas. I have accordingly, in compliance with your instructions, started back all my trains to pass the Rappahannock to-night. My whole command will commence to fall back to that line to-night. I shall draw down toward Fredericksburg, resting my right on the railroad.

Please advise me at once if you wish other dispositions made.
— War of the Rebellion: Serial 018 Page 0591 Chapter XXIV.
18 августа в 23:00 Вирджинская армия начала отход за Раппаханок. Джессе Рено отвёл свои части к броду Келли-Форд, а остальные дивизии двигались через Калпепер, теряя много времени в дорожных пробках. К утру 20 августа отвод армии за реку был завершён. Ли узнал об этом наступлении только в полдень 19 августа. Вместе с Лонгстритом он поднялся на гору Кларка и оттуда наблюдал передвижения арьергардов противника. «Генерал, — сказал он Лонгстриту, — мы и не думали, что противник повернёт назад так рано, в самом начале этой кампании».

### Первое сражение у Раппаханок-Стейшен

Северовирджинская кампания, 22 августа 1862 года

Отступив за Раппаханок, Поуп занял левый берег реки от Келли-Форд до Раппаханок-Стейшен. Позиция казалась ему слабой: реку можно было перейти почти на любом участке, а местность была открытая, не оставлявшая иного варианта действий кроме сражения в чистом поле. Он, однако, решил дождаться подкреплений и начать контрнаступление. Между тем Ли уже понял, что не может воспрепятствовать федеральным подкреплениям, идущим от Фредериксберга, и решил действовать по плану Лонгстрита — то есть обходить правый фланг противника.
Ли велел Джексону проверить доступность переправ Беверли-Форд и Фриман-Форд. 21 августа полковник Томас Россер во главе 5-го вирджинского кавполка при двух орудиях перешёл реку, но попал под удар федеральной бригады Марсена Патрика. На другом участке фронта кавалерия Бьюфорда перешла Келли-Форд, но также была отбита. Кавалерия Стюарта попробовала перейти Раппаханок по броду Фриман-Форд, но была отбита частями Роберта Милроя. Ли решил использовать Стюарта иным образом и заслать его на следующий день в рейд по тылам противника.
Вечером 21 августа Джексон продолжал смещаться влево, выискивая удобные переправы. Его обозы растянулись от Беверли-Форд мимо Фриман-Форд и Фокс-Форд до местечка Уорентон-Сульфур-Спрингс. Эти обозы показались федеральным наблюдателям соблазнительной добычей, и около 15:00 генерал Зигель двинул пехоту и кавалерию через переправу Фриман-Форд. Полковник Шиммельфениг и его 74-й пенсильванский полк прорвались на правый берег реки и атаковали обозы. Шиммельфениг запросил подкреплений, и ему послали ещё два полка под командованием Карла Шурца. Шурц подошёл в тот момент, когда северяне были атакованы бригадой Исаака Тримбла. Федеральный бригадный генерал Генри Болен, оказавшийся на поле боя, получил смертельное ранение, его полки обратились в бегство, и многие погибли, переправляясь обратно через Раппаханок. Положение спасла только батарея Дилджера, которая успела прикрыть отступление.
22 августа Джексон был в 7 милях выше по реке от Фриман-Форда, у бывшего курорта Сульфур-Спрингс. Мост на этом участке был разрушен, однако река пригодна для переправы, и на её левом берегу не наблюдалось крупных сил противника. Джексон велел бригадам Лоутона и Эрли перейти реку и закрепиться на её берегу. Бригады перешли реку, и в этот момент начался сильнейший ливень с грозой. Уровень воды в реке стремительно поднялся, и бригады Джексона оказались отрезаны от основных сил. Эрли занял высоту фронтом к Раппаханок-Стейшен, а Лоутон — фронтом к Уоррентону. Теперь Джексон мог рассчитывать только на медлительность Зигеля.
Поуп узнал об этих событиях в 21:00, велел Зигелю атаковать противника и одновременно запросил инструкции из Вашингтона. Именно в эти часы связь с Вашингтоном внезапно прорвалась (в результате рейда Стюарта на Кэтлетт-Стейшен). В свою очередь и южане не знали, как поступить. Джексон начал строить мост чрез Раппаханок и велел Эрли отступать на север в случае серьёзной атаки федералов. Чтобы отвлечь противника, Ли велел Лонгстриту провести демонстрацию у Раппаханок-Стейшен. Эрли простоял на левом берегу реки всё 23-е число и только утром смог отойти на правый берег по наведённому мосту.
Между тем начали прибывать подкрепления с Вирджинского полуострова: подошёл III корпус генерала Хейнцельмана (высадился в Александрии 22 числа), V корпус генерала Портера и части VI корпуса — бригада генерала Джорджа Тейлора.

#### Рейд Стюарта на Кэтлетт-Стейшен
Между тем 22 августа Стюарт предпринял рейд в тыл федеральной армии, который, по мнению Бенжамина Кулинга, изменил весь характер кампании. Днём  Стюарт взял 1500 кавалеристов и два орудия, перешёл Раппаханок по мосту Ватерлоо в четырёх милях выше Уоррентон-Спрингс и отправился в глубокий тыл противника, чтобы разрушать железную дорогу и собирать информацию. Этот рейд отдалённо напоминал его первый рейд вокруг армии Макклеллана в июне. Двигаясь по хорошим дорогам, он беспрепятственно достиг Уоррентона, сделал там привал, а затем проследовал чрез Оберн-Миллс на станцию Кэтлетт-Стейшен. Он рассчитывал уничтожить там мост через реку Седар-Крик.
В пути его настиг тот самый ливень вечера 22 августа, но один из местных негров вызвался быть проводником и вывел Стюарта прямо к лагерю Поупа. Южане разогнали отряд строителей и небольшое охранение и захватили повозки, лошадей, мулов, пленных и тысячи долларов армейской казны (500 000 банкнотами и 20 000 золотом). Была захвачена повозка генерала Поупа, где Стюарт нашёл мундир генерала, а также огромное количество штабных документов, «как будто специально собранных в одном месте, чтобы южанам было проще их захватить». Удалось также повредить телеграфную линию и временно оставить Вирджинскую армию без связи с Вашингтоном. Сильный ливень помешал поджечь мост, поэтому уже в 03:00 Стюарт повернул обратно. Вечером 23 августа он ушёл за Раппаханок, уведя с собой 300 пленных, среди которых был квартирмейстер Поупа и штабной офицер Льюис Маршалл, племянник генерала Ли.
Утром 24 августа Ли изучил захваченные документы и узнал из них, что у Поупа имеется 45 000 человек и он намерен удерживать рубеж руки Раппаханок в ожидании подхода армии Макклеллана. Армия эта уже близка: её авангардный корпус (корпус Портера) движется через Фредериксберг. Получение этой информации Дуглас Фриман назвал поворотным моментом кампании: все последующие действия генерала Ли базировались именно на ней.
Стюарт потом послал Поупу письмо: «Генерал, у вас моя шляпа с плюмажем. У меня ваш лучший мундир. Имею честь предложить вам переговоры по обмену пленными». Это письмо Поуп оставил без внимания.

### Рейд на станцию Манассас
Изучив бумаги Поупа, Ли решил продолжить обход его правого фланга (как ранее предлагал Лонгстрит) и готовиться к серьёзным сражениям. Он распорядился вызвать из-под Ричмонда дивизии Лафайета Мак-Лоуза и Дэниеля Хилла и предупредил об этом президента с оговоркой, что последний может отменить это распоряжение, если сочтёт нужным. Затем Ли перенёс штаб в село Джефферсонтон и вызвал туда Джексона. Последовало совещание, которое Дуглас Фриман назвал одним и важнейших в карьере генерала Ли. Джексону было предложено взять свои дивизии, обойти фланг федеральной армии, и разрушить железную дорогу на Вашингтон. По-видимому, Ли не уточнил, на каком именно участке дорогу надо разрушить.
В итоге было решено, что Джексон возьмёт все свои три дивизии (23 000 человек) и оставит Ли остальное (32 000). Это было грубейшим нарушением принципов стратегии: армия разделялась вблизи армии противника, которая могла быть усилена в любой момент. Поуп мог бы всеми своими силами атаковать корпус Лонгстрита или же просто отступить и избежать ловушки. Ли поступил так не потому, что недооценивал Поупа (который на тот момент ещё не совершил ошибок), а потому, что только так мог заставить противника отступить. Кроме того, предполагалось, что такое разделение продлится не очень долго. Также из бумаг Поупа было видно, что тот просто ждёт Макклеллана и не готовит активных действий. Впоследствии Ли писал, что это был рискованный ход, но в той ситуации без рисков было не обойтись.
25 августа 1862 года в 03:00 Джексон выступил из Джефферсонтона. Его дивизии перешли Раппаханок по броду Миллс-Форд, двинулись на северо-восток через округ Фокьер и, пройдя за день 25 миль, вышли к Салему, где остановились на ночёвку. Разведка доложила Поупу о манёврах Джексона, но тот решил, что Джексон уходит в долину Шенандоа. Узнав о появлении южан возле Салема, Поуп также решил, что это небольшой отряд, прикрывающий фланг колонны, идущей в Шенандоа.
Утром 26 августа передовая дивизия Юэлла вошла в Салем и повернула на восток. В 16:00 дивизия вышла к Гейнсвиллу — таким образом, за 32 часа Джексон прошёл 50 миль и сумел прорваться в тыл федеральной армии.
Из Гейнсвилла Джексон направил кавалерию Манфорда и дивизию Юэлла к станции Бристо. Примерно в 18:00 станция была захвачена, и железнодорожное сообщение Вирджинской армии с Вашингтоном было перерезано. В то же время Джексон узнал, что станцию Манассас охраняет только небольшой федеральный отряд. В 21:00 Исаак Тримбл вызвался атаковать станцию двумя полками. На станции Манассас находилось 115 федеральных кавалеристов под командованием капитана Самуэля Крейга из 105-го пенсильванского полка. Он уже слышал о событиях на станции Бристо, но счёл это набегом партизан. Полкам Тримбла удалось скрытно подойти к станции, и они бросились в атаку, застав противника врасплох — федеральные артиллеристы даже не успели навести орудия, и их два залпа прошли поверх атакующих, после чего артиллеристы бежали, бросив шесть орудий. Станция была взята.

### Сражение у Булл-Ранского моста

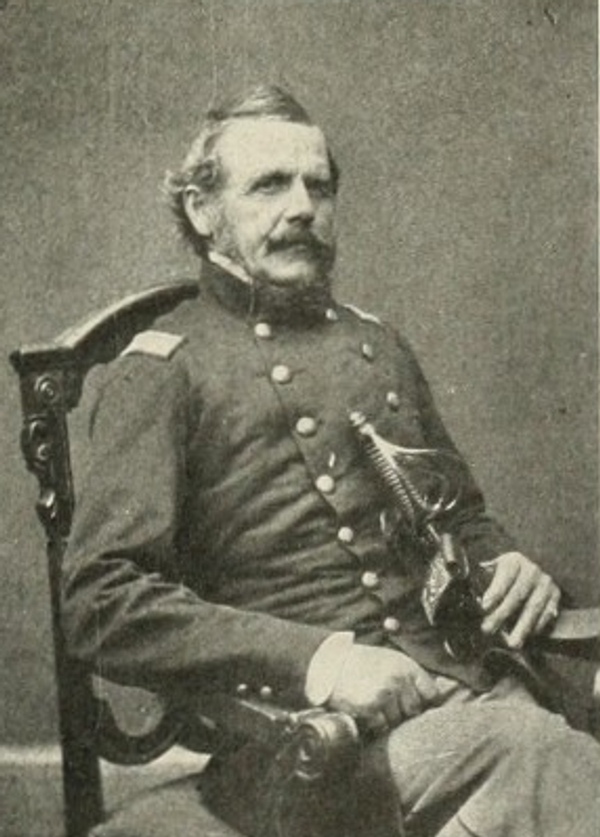
Генерал Джордж Тейлор

Некоторое количество федеральных военных сумели скрыться из Манассаса и уйти в сторону Сентервилла, где у переправы Блэкберн-Форд стоял 2-й нью-йоркский полк тяжёлой артиллерии, выполнявший функции пехотного охранения. Его командир, полковник Густав Вагнер, решил, что имеет дело с партизанской диверсией, и осторожно направился со своим полком к Манассасу. В 10:00 он наткнулся на всю дивизию Эмброуза Хилла (9000 человек и 28 орудий) и быстро отступил назад, не принимая боя. В это самое время одна из бригад VI корпуса (Уильяма Франклина) получила приказ выдвинуться к Манассасу и разобраться с теми, кого сочли партизанами или кавалерийским набегом. Приказ получила нью-джерсийская бригада Джорджа Тейлора (так называемая «первая Нью-Джерсийская бригада»), которая утром выступила из Александрии к Манассасу.
Из-за повреждения железнодорожного полотна бригада высадилась из поезда в миле восточнее Булл-Ранского моста. Тейлор оставил на месте 4-й нью-джерсийский полк, а с тремя остальными полками (1-м, 2-м и 3-м нью-джерсийскими) перешёл Булл-Ран, развернул полки в боевую линию и двинулся в ту сторону, где слышались выстрелы полка Вагнера. Бригада попала под залп дивизии Хилла, после которого Томаc Джексон лично выехал к ним под белым флагом и потребовал капитуляции. Тейлор отказался и стал отступать к мосту, но его отступление скоро превратилось в бегство. При отступлении погиб сам Тейлор и примерно 150 его людей. 200 человек попало в плен.
Джексон назвал атаку Тейлора «отважной и решительной, руководимой офицером, достойным лучшего применения». «Трагедия у Булл-Ранского моста» серьёзно повлияла на дальнейший ход кампании. Кулинг приводит мнения Этана Рафьюза, который считал, что оно стало поворотным моментом кампании: генерал Макклеллан в это время должен был двинуть свои корпуса на помощь Поупу, однако искал предлоги не делать этого и не помогать человеку, которого недолюбливал. Разгром Тейлора стал таким предлогом. Джон Хеннеси также считает, что это сражение заставило Макклеллана воздержаться от поспешных действий. Макклеллан рекомендовал президенту собирать силы для прорыва на помощь Поупу или же позволить Поупу прорываться самому, а всё внимание направить на укрепление подступов к Вашингтону.

### Сражение при Кэттл-Ран
Манассас и Бристо были захвачены Джексоном вечером 26 августа. Утром 27 августа федеральный генерал Джозеф Хукер отправил 72-й нью-йоркский полк к станции Бристо, чтобы разобраться, что же там происходит. Полк обнаружил крупные силы противника и отступил, не ввязываясь в бой. Станцию Бристо занимала дивизия Ричарда Юэлла; встревоженный появлением ньюйоркцев, генерал начал готовиться к обороне и запросил у Джексона инструкций на случай серьёзного наступления противника.
Около полудня к позициям южан подошла дивизия Хукера, в авангарде которой шла бригада Джозефа Карра. Эта бригада встретила луизианцев Юэлла и начала наступление. Бригада Нельсона Тейлора развернулась слева, а бригада Кавье Грове — справа. Бой длился около часа. В 16:00 Юэлл понял, что попал в трудное положение, но он не решался отступать без прямого приказа Джексона. Вскоре вернулся вестовой от Джексона — Юэллу разрешили отступить к Манассасу, в случае если силы противника окажутся серьёзны. Первой отошла бригада Александра Лоутона. Бригада Форно и 60-й джорджианский полк были связаны боем, но также стали отступать, отстреливаясь. Федеральные части преследовали их некоторое время, но вскоре остановились.
Историки Хеннеси и Чикс называют действия Юэлла в бою на Кэттл-Ран «безупречными», а Кулинг назвал сражение «очень умелым арьергардным боем». Юэллу удалось потрепать голову федеральной колонны и продержаться столько, сколько было возможно. Он затормозил федеральное наступление на Манассас и позволил Джексону действовать строго по графику. Северяне потеряли около 300 человек убитыми и ранеными — особенно пострадал 73-й нью-йоркский, потерявший половину своего состава. Юэлл потерял 250 человек.

### Реакция федеральной армии
Пленные, захваченные в сражении при Кэттл-Ран, рассказали о присутствии Джексона и его дивизий. В 20:00 Поуп написал Портеру, что противник наступает вдоль железной дороги Манассас-Гэп и что, видимо, надо атаковать его утром в районе Гейнсвилла. Через час Поуп составил приказ, который некоторые историки считают важнейшим приказом той кампании, — приказ о концентрации у Манассаса.

Получено в Бристо-Стейшен 27 августа 1862, 21:00

Генерал-майор Макдауэлл:

Весь день начиная с завтрашнего утра двигайтесь к Манассас-Джанкшен со всеми своими силами, опираясь правым флангом на железной дороге Манассас-Гэп, растянув левый фланг к востоку. Джексон, Юэлл и Э. П. Хилл находятся между Гейнсвиллом и Манассас-Джанкшен. У нас была жестокая схватка с ними сегодня, мы отбросили их на несколько миль по железной дороге. Если вы выступите быстро и рано, прямо на восходе на Манассас-Джанкшен, мы сцапаем всю эту орду. Я приказал Рено наступать от Гринвича в то же самое время на Манассас-Джанкшен, а Керни в его тылу приказано двигаться на Бристо-Стейшен на рассвете. Действуйте быстро, и день будет наш.
Оригинальный текст (англ.)– Received at Bristoe Station August 27, 1862, 9 p. m.
Major-General McDOWELL:

At daylight to-morrow morning march rapidly on Manassas Junction with your whole force, resting your right on the Manassas Gap Railroad, throwing your left well to the east. Jackson, Ewell, and A. P. Hill are between Gainesville and Manassas Junction. We had a severe fight with them to-day, driving them back several miles along the railroad. If you will march promptly and rapidly at the earliest dawn of day upon Manassas Junction we will bag the whole crowd. I have directed Reno to march from Greenwich at the same hour upon Manassas Junction, and Kearny, who is in his rear, to march on Bristoe at daybreak. Be expeditious and the day is our own.
— War of the Rebellion: Serial 015 Page 0304 Chapter XXIV
Таким образом, предполагая, что Джексон останется на месте, Поуп решил сконцентрировать свою армию для решительного удара. Не думая о возможных проблемах ночного марша или о том, что Джексон может сменить позицию, Поуп двинул свои корпуса вперёд практически без предварительной разведки. Федеральная кавалерия на тот момент не приносила никакой пользы; Стюарт так хорошо прикрывал позиции дивизий Джексона, что разведка северян не смогла добыть никакой информации, — в тот самый момент, когда Поуп нуждался в ней сильнее всего.
Приказ Поупа требовал действовать быстро, на практике реализовать это не удалось. Северяне оказались мало знакомы с местностью, измотаны предыдущими маршами и двигались медленно. Зигель неправильно понял приказ, и в итоге его колонна создала пробку в Гейнсвилле. Также и генерал Портер не стал торопиться. Только в 10:00 28 августа федеральные колонны начали марш, уже сильно выбиваясь из графика. В тот же день Портер отправил письмо генералу Бернсайду в Фалмут, где изложил свой пессимистичный взгляд на ситуацию: «Все эти разговоры про поимку Джексона и прочее — всё это вздор. Весь этот громадный капкан был оставлен открытым, так что противник выскочил, а байки, что Макдауэлл отрезал путь Лонгстриту, не основаны не на чём. Враг разрушил наши мосты, сжёг вагоны и т. д. и заставляет эту армию отходить, беспокоясь о коммуникациях и базах снабжения… Говорят, что Джексон в Сентервилле — можешь верить в это или нет. Враги уничтожили немыслимое количество имущества в Манассасе — и вагоны, и припасы. Подозреваю, что скоро в наш тыл через Уоррентон выйдет и Лонгстрит, который, понимаете ли, отрезан…».

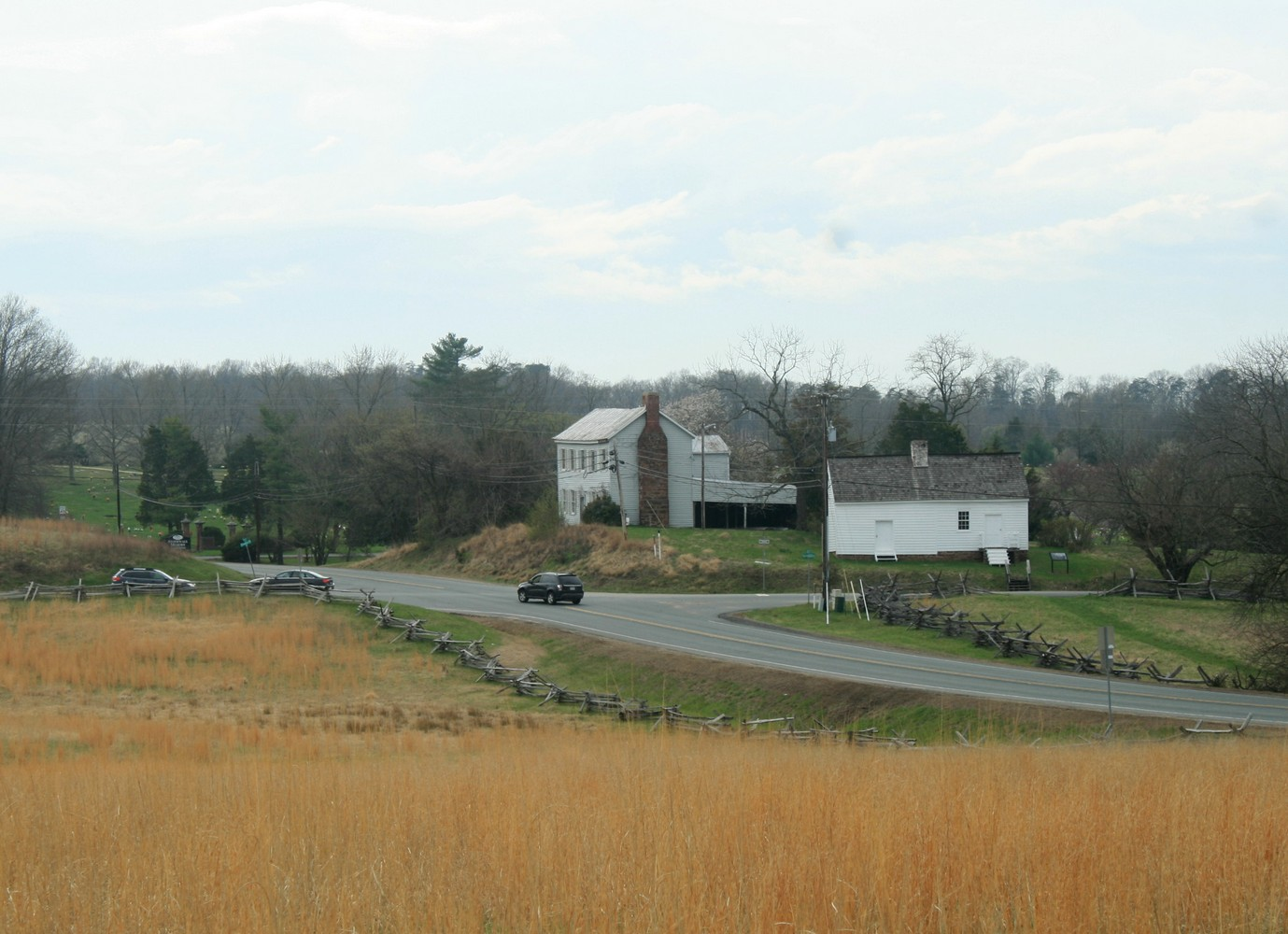
Несколько зданий на том месте, где в 1862 году находилось поселение Гроветон

Между тем Джексон решил, что пора уходить от Манассаса, чтобы избежать распространения пьянства среди солдат и чтобы не попасть в ловушку. Он понимал, что Поуп начнёт отходить на север по линии железной дороги и что Поупа необходимо задержать и связать боем до подхода дивизий Лонгстрита. Можно было занять позиции по реке Булл-Ран, но Джексон предпочёл оказаться на фланге отступающей армии, чтобы не попасть под удар всех её корпусов одновременно. Надо было также иметь удобный путь для отступления к Булл-Ранским горам на тот случай, если Лонгстрита что-либо задержит. Джексон решил занять Гроветонские высоты — небольшую возвышенность у городка Гроветон, к северу от Уоррентонской дороги. Оттуда шла удобная дорога к ущелью Элди-Гэп, которую можно было использовать для отступления.
В 19:00 (27 августа) он начал отвод своих дивизий к Гроветону. Из-за избыточной секретности Эмброуз Хилл не понял замыслов Джексона и по ошибке увёл свою дивизию за реку Булл-Ран к Сентервиллу. Туда же пошёл и Юэлл со своей дивизией, перешёл Булл-Ран, затем вернулся за реку и присоединился к дивизии Тальяферро у Гроветона. Слухи об этом манёвре привели Поупа к убеждению, что противник наступает на Вашингтон. Утром 28 августа Хилл ещё оставался на северном берегу Булл-Рана и получил приказ удерживать переправы через реку, чтобы не дать противнику уйти за Булл-Ран, но люди Хилла перехватили одно из писем Поупа, откуда Хилл узнал, что противник концентрируется для удара по Джексону, и решил, что ему следует присоединиться к Джексону — около полудня он перешёл Булл-Ран и встал на левом фланге дивизий Джексона.
Утром 28 августа генерал Поуп находился при корпусе Хейнцельмана. Корпус двигался вдоль железной дороги к Манассасу, впереди шла дивизия Филипа Керни, а за ней потрёпанная дивизия Хукера в качестве резерва. Корпус прошёл сожжённый Бристо и Манассас, не обнаружил там признаков противника, зато пришли донесения о появлении южан в Сентервилле (это была дивизия Хилла). Поуп отдал новый приказ: теперь корпусам было велено двигаться на Сентервилл. Дивизия Керни первой вышла к Сентервиллу, обнаружив, что противника нет и там.
Корпуса Макдауэлла и Зигеля в то утро двигались от Уоррентона на Гейнсвилл. Зигель первый пришёл в Гейнсвилл и понял выданные ему приказы так, что ему надо остаться на этой позиции. Неожиданно его кавалерия наткнулась на южан около Гроветона и вступила в перестрелку. Зигель развернул корпус в боевую линию и был готов наступать, но в это время пришёл приказ от Макдауэлла с требованием немедленно двигаться к Манассасу. Зигель с неохотой подчинился приказу и двигался по дороге на Манассас. Вскоре ему донесли, что генерал Керни занял Манассас и что противника там нет.
Когда дивизия Рейнольдса, идущая следом за Зигелем, вышла к Гейнсвиллу, она также обнаружила южан в миле восточнее Гейнсвилла у фермы Брауна и вступила с ними в перестрелку около 10:00. Макдауэлл не осознал, что его люди нашли, наконец, Джексона. Он решил, что это небольшой разведывательный отряд или арьергард, поэтому, когда южане отошли, он велел Рейнольдсу продолжить марш и идти по дороге на Манассас.
Генерал Тальяферро вспоминал, что примерно в это время кавалеристы капитана Джорджа Гейтера перехватили курьера, который вёз приказ Поупа о сосредоточении у Манассаса. Это документ был передан Джексону и подействовал на него подобно электрическому разряду: не спрашивая совета у своих дивизионных командиров, не высказывая своего мнения на этот счёт, он сразу решился атаковать. «Он повернулся ко мне, — вспоминал Тальяферро, — и сказал: „Возьмите свою дивизию и атакуйте противника“, и Юэллу: „Поддержите атаку“». Тальяферро отправил свою дивизию к Уоррентонской дороге, но, прибыв на место, обнаружил, что корпус Рейнольдса ушёл.
Примерно в 17:00 дивизии Макдауэлла получили приказ наступать к Сентервиллу. «Было между тремя и четырьмя часами дня, — вспоминал потом Макдауэлл, — когда я узнал, что противника нет в Манассасе, а вскоре я получил две записки от генерала Поупа; в первой он просил разобраться с положением дел в Сентервилле и просил полностью изложить свой взгляд на ситуацию, так как я знаю эту местность лучше, чем он; во второй он сообщал мне, что противник находится на другой стороне Булл-Рана, на дороге Оранж-Александрия и в Сентервилле, и приказывал мне двигаться со всеми моими силами в это место». Дивизия Руфуса Кинга (временно под командованием Джона Хэтча) в это время стояла в Гейнсвилле и начала двигаться на Гроветон, а дивизия Рейнольдса подошла к Манассасу и начала движение на север по дороге на Садли-Спрингс.

### Марш Лонгстрита
На рубеже реки Раппаханок утром 26 августа было замечено, что северяне отступают с позиций. Это могло означать, что Вирджинская армия идёт на север, чтобы разгромить Джексона. Ли вызвал Лонгстрита и сказал, что намерен идти на соединение с Джексоном. Он спросил, какой путь Лонгстрит считает наилучшим — короткий через Уоррентон или же более длинный, которым шёл Джексон. Лонгстрит высказался за второй вариант. Сразу же были отданы приказы на выдвижение: дивизия Ричарда Андерсона осталась прикрывать переправу Уоррентон-Спрингс, а всё крыло Лонгстрита днём выступило на Орлеан, куда прибыло к ночи.
Ранним утром колонна Лонгстрита выступила из Орлеана и прошла около 10 миль до городка Салем, где остановилась на привал. Здесь Ли вместе со своими штабными офицерами внезапно столкнулся с отрядом федеральной кавалерии. Ли успел скрыться; федералы не стали атаковать и отступили. Это событие сильно обеспокоило Ли, при котором в этот момент не было кавалерии для разведки. Встреча с кавалерией несколько задержала колонну — такова была цена решения отправить всю кавалерию на помощь Джексону. Колонна возобновила марш, и через две мили марша прибыл курьер от Джексона: он сообщил, что Джексон успешно захватил Бристо и Манассас, выполнил поставленное задание и, более того, что федеральная армия пока не предпринимает никаких встречных шагов. Ли сразу же отправил донесение президенту и ещё раз попросил подкреплений. В это время уже был послан курьер от президента, который уведомлял Ли, что подкрепления посланы и что «доверие к вам пересиливает опасения возможного наступления противника на беззащитный Ричмонд».

### Ущелье Торуфейр

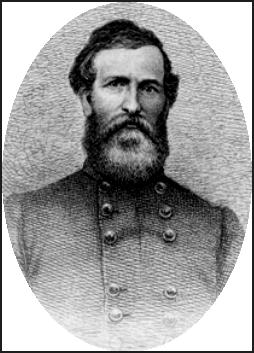
Генерал Дэвид Джонс

Утром 28 августа дивизиям Лонгстрита оставалось пройти 22 мили до соединения с Джексоном, но на их пути лежало ущелье Торуфейр-Гэп. Оно не являлось серьёзным препятствием, несмотря на то, что Лонгстрит в своих воспоминаниях назвал его узким каньоном (narrow gorge). Федералов около ущелья замечено не было, и всё утро курьеры армии свободно проезжали через него. Колонна Лонгстрита двигалась медленно и только в 15:00 вышла к ущелью. Ли решил дать людям отдохнуть, а для прикрытия ущелья послал дивизию Дэвида Джонса. Джонс подошёл к ущелью и неожиданно встретил там федеральный отряд неизвестной численности. Это был очень плохие новости для генерала Ли: если противник сумеет удержать ущелье, то вся армия Поупа может обрушиться на Джексона, а после разгрома Джексона под ударом окажется корпус Лонгстрита.
Ли не стал подавать признаков беспокойства: он не спеша изучил ущелье с высоты близлежащего холма и пришёл к выводу, что препятствие не является неодолимым: он велел Джонсу продолжать наступление с фронта, а дивизиям Уилкокса и Худа двинуться в обход лесными тропами. Примерно в это время стали слышны орудийные залпы далеко на востоке, и это значило, что Джексон уже вступил в бой с противником в одиночку.
Федеральные силы в ущелье представляли собой часть корпуса Ирвина Макдауэлла. 27 августа Поуп поручил Макдауэллу блокировать ущелье, но затем велел двигаться к Сентервиллу. Макдауэлл личной инициативой оставил около ущелья бригаду Джеймса Рикеттса (5000 чел.) и кавалерийский полк Перси Уиндхэма. Рикеттс остановился в Гэйнсвилле, а Уиндхэм занял ущелье. Этих сил, впрочем, было явно недостаточно.

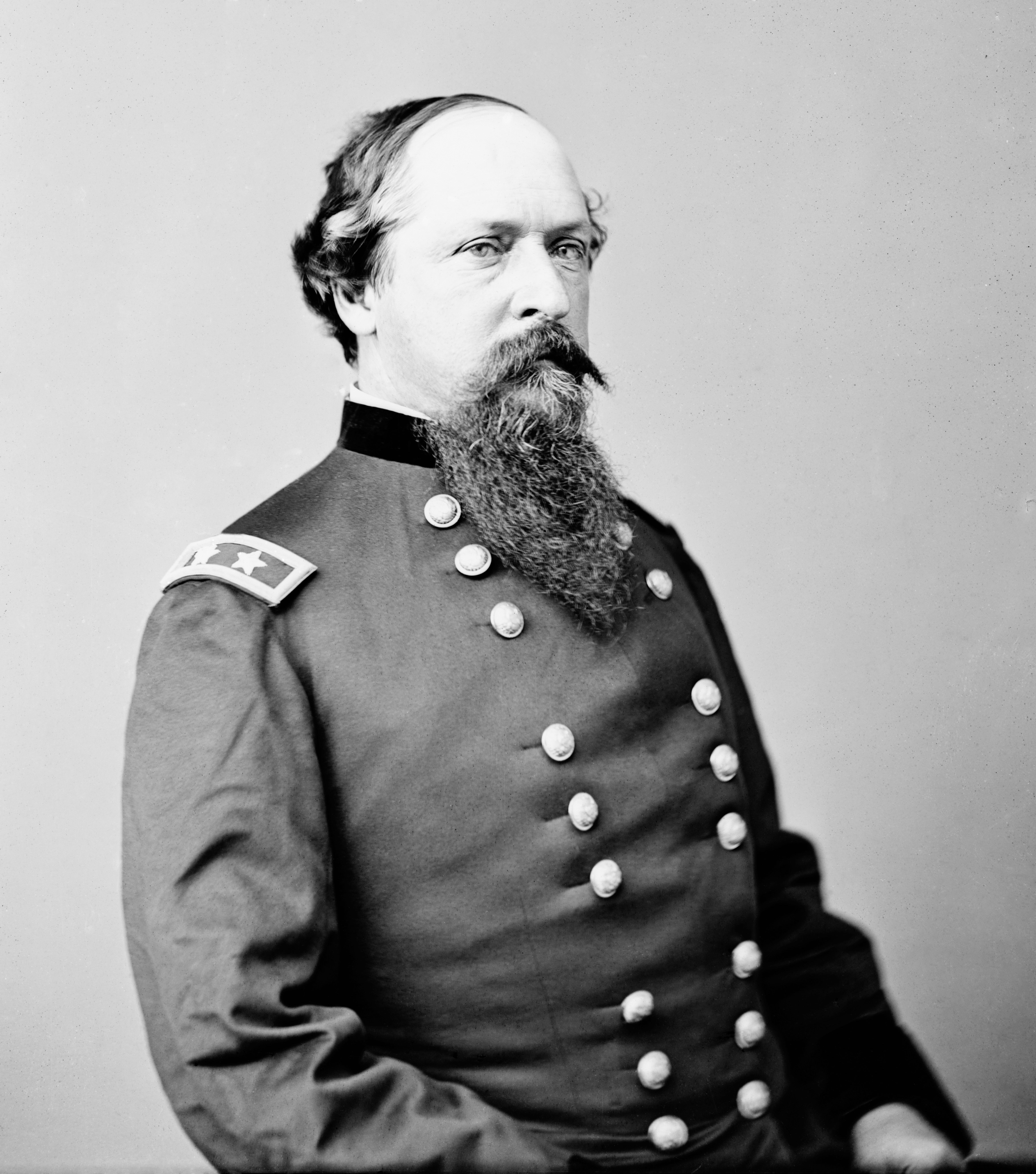
Генерал Джеймс Рикеттс

28 августа солдаты Уиндхэма валили деревья на дорогу в ущелье и в 09:30 заметили авангард Лонгстрита. Уиндхэм послал вестового к Рикеттсу, но тот двигался медленно и к 14:00 дошёл только до Хэймаркета, находящегося в 5 километрах восточнее. К этому моменту корпус Лонгстрита выбил Уиндхэма из ущелья. Однако южане не успели занять холмы к северу и югу от ущелья, и сам рельеф местности был удобен для обороны дороги на Гэйнсвилл.
В этой ситуации Лонгстрит решил сначала занять холмы на флангах. Джорджианский полк из бригады Андерсона атаковал Чэпменс-Хилл на северной стороне ущелья и выбил оттуда 11-й пенсильванский полк, а джорджианские полки из бригады Бенинга атаковали высоты на южной стороне ущелья и выбили оттуда 13-й массачусетский полк. Тогда бригада Эвандера Лоу перешла хребет севернее ущелья и атаковала правый фланг противника. В это время генерал Кадмус Уилкокс с тремя бригадами перешёл хребет севернее через Хоупвелл-Гэп (22:00), не обнаружил на своём пути противника и вышел в тыл федеральных позиций. Положение Рикеттса стало критическим, поэтому он отвёл бригаду к Гейнсвиллу, прежде чем Уилкокс успел перерезать ему путь отступления. Преграда на пути корпуса Лонгстрита исчезла, по словам Фримана, «подобно чуду». Ли отправил к Джексону курьера с уведомлением об успешном порыве, и вся армия осталась ночевать на поле боя.
В сражении погибло всего 100 человек с обеих сторон, но оно имело важное стратегическое значение. Рикеттс не понял всей серьёзности ситуации, прибыл слишком поздно, чтобы успеть что-либо сделать, и в итоге позволил двум частям Северовирджинской армии соединиться. Макдауэлл в целом был прав: его корпус вполне мог сдерживать Лонгстрита достаточно долго, но Поуп не осознал важности ущелья и предпочёл сосредоточить всё внимание на разгроме Джексона.

### Второй Булл-Ран

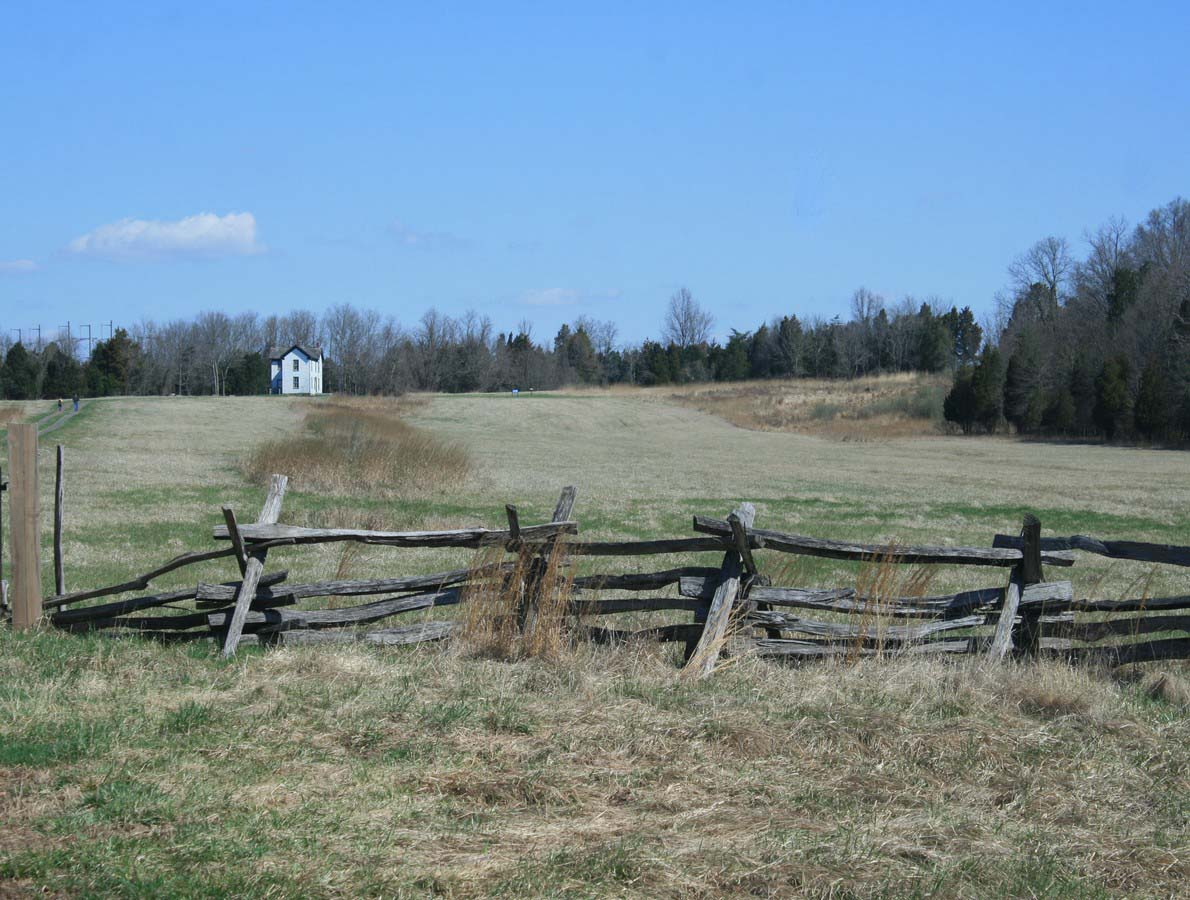
Изгородь Уоррентонской дороги и ферма Брауна — поле, на котором начиналось второе сражение при Булл-Ран

Утром 28 августа дивизии Джексона стояли на Каменистом хребте, откуда они увидели, как части дивизии Руфуса Кинга движутся мимо них по Уоррентонской дороге. Дивизии Джексона были надёжно спрятаны в лесах и могли бы остаться незамеченными, но Джексон решил не дать противнику уйти за реку Булл-Ран и принял решение привлечь к себе внимание: он выдвинул дивизию Юэлла вперёд к ферме Брауна, а его артиллерия открыла огонь по федеральной колонне. В 18:00 северяне развернулись в боевую линию и атаковали противника у фермы Брауна. Последовало ожесточённое трехчасовое сражение, которое завершилось вничью. Генерал Поуп решил, что его части связали боем отступающего Джексона, а корпус Макдауэлла отрезал ему путь в Булл-Ранские горы, поэтому приказал своим частям 29 августа окружить и уничтожить Джексона.
Утром 29 августа Поуп столкнулся с проблемой управления: его дивизии были разбросаны по дуге длиной 8 миль, и координировать их манёвры по малознакомой местности было непросто. Портеру и Макдауэллу было велено атаковать правый фланг Джексона, но этот приказ выполнен не был. Корпус Зигеля атаковал левый фланг Джексона, но ничего не добился. Днём Поуп сам прибыл на поле боя и разместил свой штаб на холме Бак-Хилл, севернее уоррентонской дороги. Там он стал ждать результатов атаки Портера. Между тем дивизии Лонгстрита прошли Торуфейр-Гэп и заняли позиции правее Джексона, соединившись флангами у фермы Брауна. Теперь всё было готово для атаки фланга федеральной армии, но Лонгстрит опасался за свой собственный правый фланг, в сторону которого был нацелен корпус Портера.

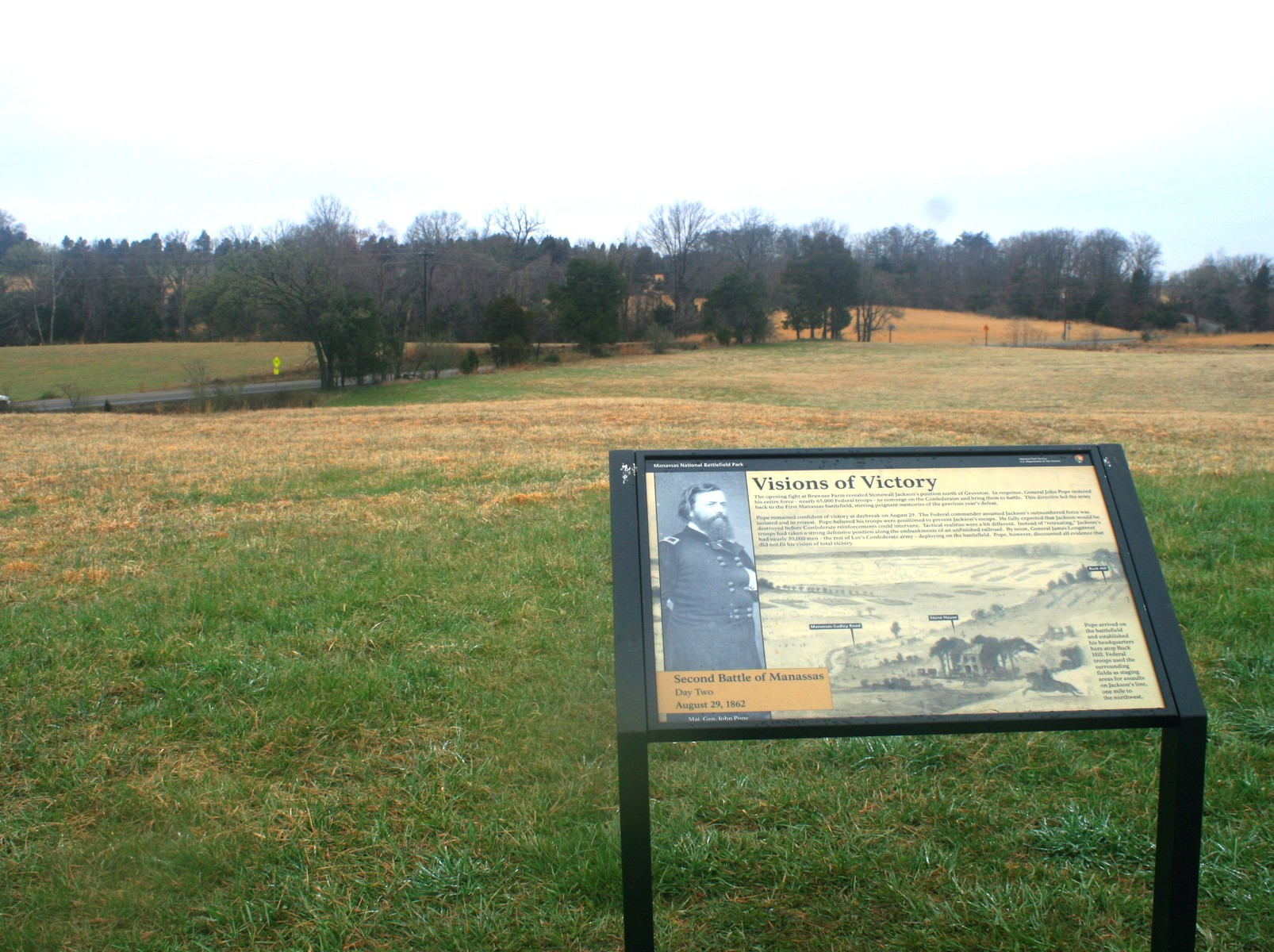
Маркер на месте штаба Поупа на холме Бак-Хилл (2015)

Днём Поуп снова отправил Портеру приказ атаковать, но приказ достиг его слишком поздно. В то же время Поуп организовал ещё одну атаку позиций Джексона (силами дивизии Керни), но и на этот раз не добился успеха.
Теперь, после появления Лонгстрита, Поупу было самое время отступать к Сентервиллу. Но он решил сражаться. Он был уверен, что Джексон зажат в угол, сильно потрёпан и с ним будет покончено утром. Мнимый успех дивизии Керни ослепил Поупа; он полагал, что Портер уже на позиции и новые части на подходе, и совсем не осознавал, что первый день прошёл в разрозненных атаках, принёс тяжёлые потери, и сражение шло практически неуправляемо по его же, Поупа, вине. Поуп верил, что противник уже отступает и понёс потери примерно вдвое большие, чем Вирджинская армия. И он решил продолжать сражение дальше.
Утром 30 августа Ли пришёл к выводу, что атаковать численно превосходящие силы противника было бы рискованно. Он решил уклониться от боя и продолжить маневрирование, о чём уведомил президента. Но почти в это самое время (11:30) генерал Портер получил приказ начать атаку; в 15:00 его корпус начал наступать на позиции Джексона. Эта атака была отбита с большим уроном для федеральной армии, и Ли понял, что настал удачный момент для контрнаступления. В 16:00 дивизия Джона Худа была послана в наступление. Этот удар застал северян врасплох — весь их левый фланг оказался опрокинут. Только к 19:00 Поуп сумел организовать оборону на холме Генри, но уже в 20:00 он приказал отступать за реку Булл-Ран.
В ходе кампании южане использовали необычные дистанции ведения огня. Их винтовки могли эффективно стрелять на 547 метров, а пуля сохраняла убойную силу на 822 метрах, но при этом на практике дистанции были на удивление короткими. Джон Уоршам (21-й вирджинский) упоминает стрельбу с дистанции 91 метр, Джон Дули (1-й вирджинский) вспоминал, что его полк подпустил федералов на 45—73 метра. При Гроветоне, где у солдат было некоторое укрытие в виде изгороди, огонь вёлся с дистанции 64 метра.
Около 22:00 Ли перенёс штаб на поле боя и стал собирать известия о положении обеих армий. Стюарт доносил, что одна его бригада преследует противника за Булл-Раном, а вторая прорвалась к Фэирфаксу, и запрашивал разрешение на атаку противника силами кавалерии и пехоты, но разрешения не получил. Ли в это время написал краткое уведомление о победе для президента Дэвиса
В тот вечер федеральная армия отошла за Булл-Ран и встала в Сентервилле, где с весны оставались земляные укрепления южан. В тот же день начался сильный дождь, от которого поднялся уровень воды в реке и размокли дороги. Утром 31 августа генерал Ли изучил местность и обнаружил, что булл-ранский мост разрушен, перейти реку почти невозможно, а кроме этого, армия сильно утомлена предыдущим маршем, сражением и голодом. Пришли новости о том, что корпуса Франклина и Самнера (VI и II) уже пришли в Сентервилл на усиление Поупа. С учётом всего этого Ли отказался от идеи прямого преследования противника. Он приказал Джексону повторить фланговый манёвр: перейти Булл-Ран у Садли-Спрингс и выйти в тыл противника у Шантильи. Дивизии Лонгстрита должны были некоторое время оставаться на поле боя и хоронить погибших, а затем следовать за Джексоном. Дивизия Дэниеля Хилла должна была вскоре подойти из Ричмонда и сменить людей Лонгстрита.
Когда дивизии Джексона ушли, Ли отправился сделать распоряжения относительно дивизий Лонгстрита и в этот момент случайно травмировал себе обе руки. Травма была настолько серьёзной, что Ли несколько дней не мог ездить верхом и был вынужден находиться в санитарной повозке. Этот случай дополнительно осложнил ему управление финальной фазой кампании.

### Шантильи

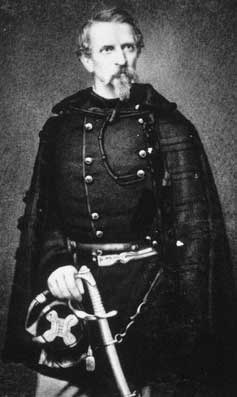
Дивизионный генерал Филип Керни, погибший при Шантильи

Между тем 30 августа в Вашингтон пришли не только новости о разгроме под Манассасом, но и сообщения о разгроме федеральной армии в сражении под Ричмондом (в Кентукки). Главнокомандующему Генри Халлеку пришлось решать две эти проблемы одновременно. Измученный бессонницей (следствием геморроя), Халлек запросил помощи у Макклеллана с припиской: «Я совершенно измотан». Макклеллан ответил, что постарается помочь, но просит понять и его непростое положение. В то же время генерал Поуп совершенно растерялся и не знал, на что решиться. Халлек советовал ему контратаковать, дождавшись подхода корпусов Франклина и Самнера. Поуп собрал военный совет и спросил мнения генералов: те предположили, что противник планирует выйти во фланг армии или вторгнуться в Мэриленд, и советовали отступать к Вашингтону. В 11:00 пришла телеграмма от Халлека, в которой он предлагал возобновить наступление — это решение Портер потом назвал глупым, если не преступным. Поуп решил следовать этому распоряжению — есть мнение, что он опасался смещения с должности в случае отвода армии к столице.
Наконец, 1 сентября Поуп получил разрешение на отход. Халлек велел ему отходить постепенно к Фэирфаксу, Аннадейлу и, если потребуется, к Александрии. В это время Джексон уже стоял у Шантильи и ждал Лонгстрита: Ли приказал ему не начинать сражения без полной уверенности в победе. В 11:00 федеральная бригада Ховарда обнаружила присутствие противника, вступив в перестрелку с кавалерией Беверли Робертсона на дороге Сентервилл — Шантильи.
Джексон сразу развернул свои части вправо, чтобы встретить противника. В 17:00 части федеральной дивизии Стивенса развернулись для атаки. Джессе Рено, командир корпуса, был нездоров, поэтому доверил атаку Стивенсу, хотя и выразил сомнение в удачном исходе. Бригады Стивенса начали наступление под ливнем и штормовым ветром, они быстро потеряли строй, и их порядки смешались. Стивенс лично взял знамя и повёл в атаку свой прежний полк, но почти сразу получил смертельное ранение. Ещё до этого он послал в тыл гонца за подкреплениями, но тот нашёл только дивизию Филипа Керни. Керни прибыл на поле боя и попытался навести порядок в рядах дивизии Стивенса. Он попытался лично определить расположение частей противника, но попал под залп 49-го джорджианского полка и также был смертельно ранен. В 18:15 южане провели контратаку и оттеснили противника с поля. На этом сражение затихло.
Федеральная армия потеряла 500 или 1300 человек, южане потеряли 500 или 800. Потери федералов составили 11,5 % от задействованных сил, потери южан — 3,4 %. Тела Стивенса и Керни были обнаружены и переправлены за линию фронта. Ценой гибели двух дивизионных генералов федералы смогли остановить Джексона и не позволили ему перерезать пути отступления к Вашингтону. Один из участников сражения потом писал, что в случае поражения у Шантильи армия была бы уничтожена и Вашингтон взят. Но армия, даже дезорганизованная, сумела отступить к Вашингтону. Генерал Ли не смог что-либо предпринять (из-за проблем с повреждёнными руками), и его голодная армия также была неспособна сражаться той ночью.

## Последствия
Поуп, проигравший стратегически, оказался фактически осаждённым в Вашингтоне. Его военная карьера рухнула окончательно, и его спасла только близость к президенту Линкольну — Поупа послали в Висконсин, где он участвовал в Дакотской войне 1862 года. Поуп был отстранён от командования даже без формального приказа. Ещё 5 сентября он послал Халлеку телеграмму, в которой писал, что получил от Макклеллана распоряжение приготовить свою команду к маршу, и спрашивал, что это за команда и где она находится. Части его армии были разбросаны по разным направлениям без его ведома, и теперь Поуп не знал положения ни единого полка. Он спрашивал, должен ли он командовать и должен ли он подчиняться Макклеллану. Халлек ответил ему, что Потомакская и Вирджинская армии объединяются, а Поупу следует отправиться за инструкциями к военному секретарю. По словам Макклеллана, эти две телеграммы — единственные документы, связанные с расформированием Вирджинской армии.
Истощённая боями Северовирджинская армия должна была быть, по всем правилам, отведена в лагеря для восполнения потерь и восстановления сил. Южане маршировали и сражались почти непрерывно десять недель подряд. Армии не хватало обуви, одежды и продовольствия, а разбитая федеральная армия всё ещё превосходила её вдвое по численности. Но генерал Ли, по словам Макферсона, не признавал правил. Он не собирался отходить за Рапидан или в долину Шенандоа, но и оставаться в разорённой северной Вирджинии было невозможно. Ли захватил инициативу и не желал её отдавать. Ему представилась возможность нанести решительный удар по деморализованному противнику — он решил вторгнуться в Мэриленд (одновременно с наступлением Брэгга в Кентукки), чтобы прокормить армию на его территории и очистить Вирджинию от противника хотя бы на время сбора урожая. 3 сентября он уведомил президента об этом решении, а уже 4 сентября, не дожидаясь ответа, отдал приказ о начале наступления.

### Потери
Северовирджинская кампания дорого обошлась обеим сторонам, хотя Ли тратил свои ресурсы осторожнее. Потери армии Поупа составили 16 054 человека: 1724 убитыми, 8372 ранеными и 5958 пленными (из 75 000).
III корпус в сражениях при Кэттл-Ран, Гроветоне и Шантильи потерял 260 человек убитыми, 1525 ранеными и 453 пропавшими без вести, всего 2238. Дивизия Хукера, которая до начала кампании насчитывала 10 000 человек, теперь, при пересчёте в Фэирфаксе, насчитывала только 2400. Потери были так велики, что корпус временно вывели  из состава полевой армии и он не участвовал в Мэрилендской кампании.
Южане потеряли 9197 человек: 1481 убитым, 7627 ранеными и 89 пленными — из всех 48 500 человек.
По оценкам Фримана, соотношение потерь было 4,5 к 7 в пользу Юга, в то время как в предыдущих сражениях Семидневной битвы соотношение было 5 к 4 в пользу Севера. При оценке эффективности по принципу «убитые враги на каждую 1000 задействованных солдат» получается, что 1000 федеральных военных за кампанию убила 120 врагов, а 1000 военных конфедерации — 208 врагов.

### Оценки
Кампания стала настоящим триумфом для Ли и его подчинённых. Военный историк Джон Хеннесси называет эту кампанию самой выдающейся в карьере Ли, «счастливым союзом стратегии и тактики». Марш Джексона, когда тот прошёл 54 мили за 36 часов, был «самым отважным манёвром за ту войну, и Джексон выполнил его безупречно». Атака Лонгстрита 30 августа была «своевременной, мощной и быстрой, и федеральная армия была близка к разгрому, как никогда».
Историк Филип Кетчер также называет эту кампанию лучшей в карьере генерала Ли. Джексон в ходе кампании смог восстановить свою репутацию, хотя допустил ошибки при Кедровой Горе и не смог уничтожить дивизию Кинга у Гроветона. Генерал Лонгстрит никогда не действовал лучше; он был всё так же осторожен, но, начав наступать, действовал решительно (хотя и потерял 4000 человек — больше, чем Джексон за три дня боёв). Кавалерия хорошо проявила себя при Торуфейр-Гэп и у Манассаса. Наконец, артиллерия Стивена Ли при Булл-Ран сумела организовать массированный огонь, отомстив северянам за их бомбардировку при Малверн-Хилл.
Тактика Ли в сражениях Северовирджинской кампании была заметно лучше, чем в сражениях на полуострове, и его стратегия также заметно усовершенствовалась. Стратегия была лучше, потому что была отчасти проще, писал Фриман, ибо на этот раз не было попыток управлять шестью независимыми подразделениями под командованием шести независимых генералов. Вся ответственность за выполнение распоряжений главнокомандующего лежала на трёх людях: Джексоне, Лонгстрите и Стюарте. Это была одна из причин успеха. Второй была прекрасная логистика: его части перемещались быстро и своевременно. Несколько задержек вполне могли привести к разгрому. В свою очередь, если бы федеральный корпус Франклина двигался быстрее, Поуп был бы спасён.
Третьим фактором успеха Фриман считает тот факт, что Ли оценивал ситуацию более здраво, чем его противники. Ли не знал, когда именно корпуса Потомакской армии присоединяться к Поупу, но весьма реалистично предположил сроки этого события. Генерал Поуп, напротив, неадекватно оценивал противника и его возможности. Он задумывал наступать на Гордонсвилл и Шарлоттсвилл и затем с запада на Ричмонд, но переоценил численность армии противника на этом направлении. Поуп также не осознал возможную опасность от обхода своего правого фланга. Позже он писал, что знал всё о рейде Джексона на Манассас, но был уверен, что Манассас надёжно прикрыт, — что не согласуется с данными его переписки. Позже Поуп упустил из виду приближение дивизий Лонгстрита.
Генерала Ли можно обвинить в трёх просчётах. Первый состоял в том, что он должен был атаковать противника на рубеже реки Рапидан до 20 августа — в этом случае были шансы разгромить Поупа. Однако, по мнению Фримана, такое наступление в любом случае было маловероятно. Вторым возможным просчётом Фриман называет то, что Ли не заставил Лонгстрита атаковать днём 29 августа, а допустил отложить наступление до 30 августа. Если бы атака 29 августа удалась, то погода позволила бы 30 августа организовать преследование противника. Это утверждение основано на трёх предположениях: 1) что атака 29 августа была бы успешной; 2) что у армии хватило бы сил на преследование 30 августа и 3) что аргументы Лонгстрита против атаки 29 августа можно было бы проигнорировать. Между тем Ли не считал себя вправе вмешиваться в управление дивизиями на поле боя. «Я работаю в основном над тем, чтобы привести свои войска в нужное место в нужное время, — говорил Ли впоследствии, — на этом моя работа заканчивается. Как только я посылаю войска в бой, я вручаю судьбу своей армии Богу».
Третьим просчётом можно назвать то, что после сражения не было сразу же организовано преследование разбитого противника. Обоснованность этого третьего обвинения во многом зависит от второго: если бы Ли принудил Лонгстрита к атаке 29-го, то 30-го преследование было возможно. Однако уже 31-го оно было нереально из-за непроходимой грязи. Позже, в 1870 году, разговаривая с своим племянником, который жил около вашингтонских фортов, Ли сказал: «У моих людей совсем  не было еды», — и указал на форт Уэйд со словами: «Не могу же я приказать людям взять этот форт, если они уже три дня ничего не ели». «Когда Ли смотрел на арьергарды армии Поупа, уходящие за горизонт утром 2 сентября, он думал о своих дальнейших манёврах, — писал Фриман, — а не о том, чтобы послать свою оборванную армию на осаду Вашингтона».

### Международная реакция
Когда новости о наступлении Северовирджинской армии достигли Европы, требования посредничества разгорелись с новой силой. Французские дипломаты сообщили американскому послу в Париже, что на данный момент завоевание Юга кажется невозможным. Британский канцлер Уильям Гладстон заявил, что Юг, очевидно, не может быть завоеван, его независимость уже неизбежна, и Европа обязана признать это. Лорд Палмерстон, который двумя месяцами ранее заблокировал парламентское решение в пользу посредничества, теперь изменил своё мнение. «Федералы получили жестокий удар, — писал он, — и вполне вероятно, что их ждут новые неприятности. Возможно, что и Вашингтон, и Балтимор попадут в руки конфедератов». Если что-то подобное случится, то Англии, полагал Палмерстон, надо будет вмешаться.

### Роль Макклеллана

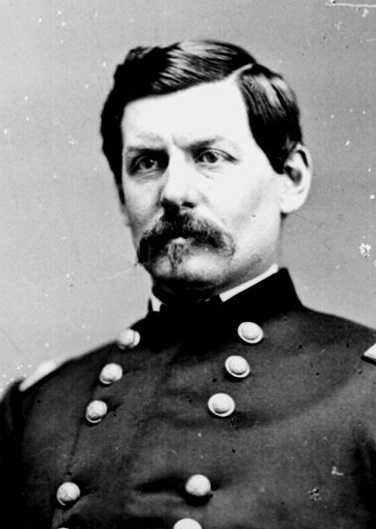
Генерал Джордж Макклеллан

Одной из причин поражения Поупа была позиция Джорджа Макклеллана, главнокомандующего Потомакской армией. Макклеллан сразу же негативно воспринял и назначение Халлека (своего бывшего подчинённого) верховным главнокомандующим, и создание Вирджинской армии, и назначение Поупа её командиром. К Джону Поупу Макклеллан испытывал такую же неприязнь, что и Роберт Ли. В частном письме своей жене он написал: «Этот негодяй завалит любое дело, которое ему поручат». Поуп также был невысокого мнения о способностях Макклеллана. По словам Джеймса Макферсона, Ли и мечтать не мог о подобном антагонизме среди своих противников.
Также Макклеллан написал жене (21 августа), что если Поуп будет разбит в Вирджинии, то вашингтонской администрации придётся просить его о помощи. Макклеллан был заинтересован в разгроме Поупа и не спешил помогать ему; даже Линкольн (по словам его секретаря Джона Хэя) чувствовал это и говорил, что Макклеллан желает разгрома Поупа. «Он слегка сошёл с ума», — решил Линкольн, но предположил, что странное поведение Макклеллана объяснимо завистью. Филип Керни неоднократно предупреждал Поупа, что ему не стоит полагаться на Макклеллана и на «клику Макклеллана» — генералов Портера и Франклина.
27 августа Макклеллан прибыл в Александрию и на основании слухов о разгроме Тейлора и сражении на Кэттл-Ран сразу предположил, что положение Поупа безнадёжно. Он предложил не усиливать его корпусами Самнера и Франклина, а заняться в первую очередь укреплением Вашингтона. В критический день 28 августа Халлек требовал от Макклеллана как можно быстрее послать эти два корпуса на помощь Поупу, но Макклеллан уклонялся от выполнения этого приказа, а Халлеку не хватило жёсткости настоять. В результате два лучших корпуса Потомакской армии так и не приняли участия в сражении 29—30 августа.
Поуп и Макдауэлл считали Макклеллана главным виновником неудачи. Вашингтонская администрация была готова согласиться с ними. Линкольн назвал поведение Макклеллана «непростительным». Отставка Макклеллана была, казалось бы, неминуема, но вышло иначе. Поупа отстранили от командования и сослали в Миннесоту, Макдауэлла сослали в Калифорнию, а Вирджинскую армию расформировали и включили её корпуса в Потомакскую армию, которую 2 сентября возглавил Макклеллан. «Вся армия за него, — пояснил ситуацию Линкольн, — и нам придётся играть теми картами, что у нас есть».